# Karl-Georg Nyholm
Karl-Georg Nyholm, född 25 januari 1912 i Norrtälje, död 2 november 1991 i Göteborgs Vasa församling, var en svensk zoolog.
Nyholm disputerade 1943 vid Uppsala universitet där han senare var professor i zoologi. Han blev 1974 ledamot av Vetenskapsakademien.